# Bonet de Clarmont
|  | Per a altres significats, vegeu «Sant Bonet (desambiguació)». |

Bonet, bisbe de Clarmont, en llatí Bonitus (Alvèrnia, vers 623 - Lió, 710), fou un bisbe que succeí son germà Avit en el bisbat de Clarmont d'Alvèrnia. Havia estat abans prefecte de la Provença marsellesa. És venerat com a sant per diverses confessions cristianes.

## Biografia
Bonet va néixer a Alvèrnia vers 623 d'una família tocant al senat romà, potser els Siagrii. Va excel·lir en els estudis de Dret; va esdevenir nutritus i després referendari de Sigebert III, rei d'Austràsia entre 639 i 656. Cap a 680, fou prefecte de la Provença marsellesa succeint Hèctor de Provença, assassinat a Autun el 675. Va exercir la funció més com a sacerdot que com a jutge; entre els actes que el fan fer estimat pels ciutadans, recomprava esclaus per a deixar-los en llibertat.
Una desena d'anys més tard, cap a 691, va accedir a la seu episcopal de Clarmont d'Alvèrnia succeint son germà Avit. Segons Manteyer, va introduir a la Provença austrasiana el culte dels sants alvernesos. Després d'un episcopat ple de zel, va renunciar al càrrec el 701, i es va retirar a un monestir. Va morir a Lió quan tornava d'un pelegrinatge a Roma.
Avui, les seves relíquies es troben a la catedral de Clarmont d'Alvèrnia. Ben aviat, fou honorat com a sant i la festa se'n celebra el 15 de gener; a França, és el patró dels terrissaires. Bonet va donar el seu nom a nombrosos pobles francesos, principalment a Alvèrnia.